# Letnie Grand Prix w kombinacji norweskiej 2002
Letnie Grand Prix w kombinacji norweskiej 2002 – piąta edycja LGP w historii kombinacji norweskiej. Sezon składał się z pięciu konkursów indywidualnych. Rozpoczął się 21 sierpnia 2002 roku w Winterbergu, a zakończył 1 września 2002 w Berchtesgaden. Tytułu sprzed roku bronił reprezentant Fin Samppa Lajunen. Zwycięzcą tej edycji został Austriak Mario Stecher.

## Kalendarz i wyniki
| Lp | Data             | Miejscowość   | Konkurencja         | 1 miejsce   | 2 miejsce   | 3 miejsce  |
| -- | ---------------- | ------------- | ------------------- | ----------- | ----------- | ---------- |
| 1. | 21 sierpnia 2002 | Winterberg    | Gundersen K90/14 km | G. Hettich  | T. Lodwick  | M. Stecher |
| 2. | 24 sierpnia 2002 | Klingenthal   | Gundersen K80/16 km | M. Stecher  | K. Hammer   | J. Gaiser  |
| 3. | 25 sierpnia 2002 | Oberhof       | Sprint K120/9 km    | M. Stecher  | F. Gottwald | T. Lodwick |
| 4. | 30 sierpnia 2002 | Villach       | Gundersen K90/15 km | F. Gottwald | M. Stecher  | M. Gruber  |
| 5. | 1 września 2002  | Berchtesgaden | Gundersen K90/10 km | F. Gottwald | M. Stecher  | M. Gruber  |

## Klasyfikacja końcowa
| Miejsce | Zawodnik         | Punkty |
| ------- | ---------------- | ------ |
| 1.      | Mario Stecher    | 420    |
| 2.      | Felix Gottwald   | 361    |
| 3.      | Todd Lodwick     | 250    |
| 4.      | Michael Gruber   | 210    |
| 5.      | Kristian Hammer  | 171    |
| 6.      | Jens Gaiser      | 169    |
| 7.      | Christoph Bieler | 155    |
| 8.      | Johnny Spillane  | 146    |
| 9.      | Petter Tande     | 141    |
| 10.     | Samppa Lajunen   | 139    |